# هند رضا
هند رضا إعلامية و ممثلة مصرية. اشتهرت كمذيعة بعد فوزها في مسابقة المذيعيين في إذاعة نجوم إف إم 2009 بفضل برنامجها (عيشها بشكل تاني)، وقدمت في التليفزيون برنامج إزاي الصحة على قناة النهار، حيث استطاعت خلال فترة قصيرة تحقيق شعبية كبيرة لمتابعة برنامجها عيشها بشكل تاني مع كريم الحميدي علي نجوم إف إم وذلك لتفاعلها مع المستمعين الذين يحبون إبداء آرائهم في الموضوعات المتنوعة التي تطرحها باستمرار، وهي من مواليد عام 1988 ولدت في ألمانيا.
خريجة المدرسة الألمانية سان شارل بورومي راهبات باب اللوق 2006 ثم تخرجت من الجامعة الأمريكية بالقاهرة تخصص إعلام 2011.

## برامج إذاعية
- عيشها بشكل تاني 2009
- مساء الكل 2011
- مواطن مصري 2011
- أنت موهوب ولا موهوم 2012
- مين القال رمضان 2012
- الوش التاني 2013
- نجوم علي الهوا 2013
- لو رمضان
- Arab Idol pre show
- 2013 Top 20
- عيشها بشكل تاني 2014
- جمالك من الطبيعة 2014
- مسلسلاتك رمضان 2014
- محطة النجوم 2015
- لسه فاكر 2017
- اللي مني مزعلني رمضان 2017

## مسلسلات
- دلع بنات 2014
- حالة عشق 2015
- مريم 2015
- حارة اليهود 2015
- الأسطورة 2016
- وعد (مسلسل) 2016